# Jean Roberts
Jean Roberts, född 18 augusti 1943, död 17 september 2024, var en australisk friidrottare. Hon deltog vid olympiska sommarspelen 1968.